# Horntown
Horntown és una població dels Estats Units a l'estat d'Oklahoma. Segons el cens del 2000 tenia 61 habitants.

## Demografia
Segons el cens del 2000, Horntown tenia 61 habitants, 27 habitatges, i 21 famílies. La densitat de població era de 5,9 habitants per km².
Dels 27 habitatges en un 25,9% hi vivien nens de menys de 18 anys, en un 70,4% hi vivien parelles casades, en un 3,7% dones solteres, i en un 22,2% no eren unitats familiars. En el 18,5% dels habitatges hi vivien persones soles el 7,4% de les quals corresponia a persones de 65 anys o més que vivien soles. El nombre mitjà de persones vivint en cada habitatge era de 2,26 i el nombre mitjà de persones que vivien en cada família era de 2,57.
Per edats la població es repartia de la següent manera: un 14,8% tenia menys de 18 anys, un 8,2% entre 18 i 24, un 27,9% entre 25 i 44, un 36,1% de 45 a 60 i un 13,1% 65 anys o més.
L'edat mediana era de 44 anys. Per cada 100 dones de 18 o més anys hi havia 100 homes.
La renda mediana per habitatge era de 36.250 $ i la renda mediana per família de 54.583 $. Els homes tenien una renda mediana de 29.167 $ mentre que les dones 22.500 $. La renda per capita de la població era de 16.802 $. Cap de les famílies i el 6,9% de la població estaven per davall del llindar de pobresa.

## Poblacions més properes
El següent diagrama mostra les poblacions més properes.